# Тальмин
Тальмин (араб. طالمين‎) — небольшой город и коммуна в центральной части Алжира, в вилайете Адрар. Входит в состав округа Шаруин.

## Географическое положение

Коммуна Тальмин

Город находится на северо-западной части вилайета, на территории одного из оазисов северо-западной Сахары, на расстоянии приблизительно 884 километров к юго-юго-западу (SSW) от столицы страны Алжира. Абсолютная высота — 361 метр над уровнем моря.

Коммуна Тальмин граничит с коммунами Улед-Айса, Шаруин, Цабит, Ксаби (вилайет Бешар) и Улед-Худир (вилайет Бешар). Её площадь составляет 2900 км².

## Климат
Климат города характеризуется как аридный жаркий (BWh в классификации климатов Кёппена). Осадки в течение года практически отсутствуют (среднегодовое количество — 26 мм). Средняя годовая температура составляет 23,8 °C. Средняя температура самого холодного месяца (января) составляет 11,5 °С, самого жаркого месяца (июля) — 36,4 °С..

## Население
По данным официальной переписи 2008 года численность населения коммуны составляла 12 768 человек. Доля мужского населения составляла 51,4 %, женского — соответственно 48,6 %. Уровень грамотности населения составлял 36,4 %. Уровень грамотности среди мужчин составлял 56,2 %, среди женщин — 15 %. 1 % жителей Тальмина имели высшее образование, 3,2 % — среднее образование.